# Хорошевська волость
Хорошевська волость — адміністративно-територіальна одиниця Новомосковського повіту Катеринославської губернії.
Станом на 1886 рік — складалася з 3 поселень, 4 сільських громад. Населення — 1237 осіб (643 осіб чоловічої статі та 594 — жіночої), 420 дворових господарств.
|                     | Площа, десятин | У тому числі орної, десятин |
| ------------------- | -------------- | --------------------------- |
| Сільських громад    | 463            | 358                         |
| Приватної власності | 8887           | 2068                        |
| Іншої власності     | 950            | 660                         |
| Загалом             | 10300          | 3086                        |

Найбільше поселення волості:
- Хорошеве — містечко при річці Татарка за 37 верст від повітового міста, 421 особа, 78 дворів, православна церква, лавка, 2 ярмарки.